# Караев, Давлы Караевич
Давлы Караевич Караев — советский хозяйственный и политический деятель.

## Биография
Родился в 1928 году. Член КПСС.
Окончил Ташкентский институт инженеров железнодорожного транспорта.
С 1944 года — на хозяйственной, общественной и политической работе: ученик слесаря, помощник машиниста, машинист, старший машинист, машинист-инструктор, заместитель начальника Казанджикского локомотивного депо Туркменской железной дороги.
В 1959—1962 гг. — начальник Казанджикского локомотивного депо.
В 1962—1965 гг. — начальник Чарджоуского отделения Среднеазиатской железной дороги.
В 1965—1973 гг. — председатель Туркменского республиканского Совета профсоюзов.
Избирался депутатом Верховного Совета Туркменской ССР 7-8-го созывов. Делегат XXIII съезда КПСС.
В 1973 году исключён из КПСС.
Жил в Ашхабаде.

## Награды
- Орден Трудового Красного Знамени (25.08.1971)
- Орден Знак Почёта (1965)